# Gil González de Moura
Gil González de Moura nacido como Gil Gonçalves de Moura y también castellanizado como Gil González de Mora (n. isla de Santa María de las Azores, ca. 1551 – Buenos Aires, gobernación del Río de la Plata, 1630) era un militar portugués que durante la unión dinástica llegó al rango de general en el Imperio español y fue uno de los primeros vecinos de la segunda y entonces recientemente fundada ciudad de Buenos Aires.

## Biografía
Gil Gonçalves de Moura Nació en Santa María, Guarda, Portugal hacia el año 1551.
Llegó a Buenos Aires por el 1600 junto a su esposa, Inés Nunhes Cabral, la hermana de esta, y su cuñado Amador Vaz de Alpoim, formando parte del séquito del gobernador don Diego Rodríguez de Valdez y de la Banda.
Fue anotado en el memorandum de extranjeros de 1607: “ha siete años que entró por este puerto casado”. En el año 1603 pidió la vecindad, la cual se le otorgó el 9 de mayo de 1611.
En la lista de las harinas de ese año figuraba entre los últimos pobladores. En la lista de vecinos a cargo de la defensa de Buenos Aires durante la expedición a los Césares de 1604: “con cuatro caballos, escopeta y media libra de pólvora”, y considerando su armamento deficiente se le ordena “haga todas las armas” so pena de cincuenta pesos de multa. Fue también anotado en la lista del barbero 1607 donde aportó 4 pesos.
El 28 de abril de 1608 se le prohibió cortar más de una carreta de leña por semana, debiendo dejar en los árboles “horca y pendón” so pena de diez pesos de multa.
Compró una estancia de trescientos cincuenta varas por una legua, en cincuenta pesos a Bartolomé de Frutos en 1604, y en 1614 compró otra legua.
Fue registrado en el censo de Góngora de 1622, como accionista para exportar cueros.
Falleció bajo disposición testamentaria el 19 de junio de 1630.
Inés Nunhes Cabral pertenecía a una familia noble. Entre sus ancestros se encontraba su tatarabuela Doña Beatriz de Meneses, 2.ª condesa de Loulé, noble dama perteneciente a la familia de la Casa Real portuguesa, nieta de Fernando I, duque de Braganza y Joana de Castro. Además, tres de sus cuatro abuelos eran descendientes de los reyes de Portugal y, a través de estos, de todas las casas reales de Europa.
Inés Núñez Cabral y su hermana Margarita Cabral de Melo eran descendientes de Mem Soares de Melo y Nuno Velho Cabral, sobrino de Gonçalo Velho Cabral.
Inés era tataranieta de  Álvaro Martins Homem 3° Capitán de Praia, y Beatriz de Noronha, nieta materna de João Fernandes de Andrade.
A través de la familia Vaz Martins, las hermanas Cabral de Melo eran descendientes remotas de Alfonso Enríquez, perteneciente a la casa real de Castilla. Y también de Fernando de Portugal, señor de Eza, y de su tercera esposa Isabel de Ávalos, una mujer noble portuguesa. La segunda esposa era Leonor de Teive, una descendiente directa de Ricardo, primer conde de Cornualles, perteneciente a la casa Plantagenet.
Por línea paterna directa las hermanas Cabral de Melo Coutinho, pertenecían a los primeros colonos de las islas Azores, cuyos descendientes estaban emparentados con la familia de Cabral y Melo Coutinho, descendientes directos del mismo rey de Portugal Afonso III y su amante Madragana.
Entre los descendientes de Gil e Inés se halla Jorge Luis Borges.
Inés falleció en Buenos Aires en el 1621.

## Matrimonio y descendencia
El general Gil González de Moura contrajo matrimonio en Buenos Aires con Inés Nunes Cabral (n. isla de Santa María de las Azores, 1575), hija de Matías Nunes Cabral y María Simões de Melo. Tuvieron los siguientes hijos:
- Juan Cabral de Melo González[1] (1588), casado con Mayor López de los Reyes Alcoholado[1] (1591). Padres de, entre otros, Juan Cabral de Melo y López Alcoholado[1] (1640), quien se casó con María Feogómez de Saravia[1] (1645), que era bisnieta de Miguel Gómez de la Puerta y Saravia,[1] uno de los primeros vecinos de Buenos Aires. Este último matrimonio tuvo varios hijos, uno de los cuales fue Diego de Melo Cabral y Gómez[1] (1664), quien se casó con Magdalena Martín Lozano de Saravia[1] (1665), los cuales son ascendientes de la reina Máxima de los Países Bajos.
- Elena Cabral de Melo[1] (1600).
- Salvador Cabral de Melo[1] (1600).
- Francisca de Melo y Cabral[1] (1603).
- María de Melo Cabral[1] (1604).
- Lorenza Cabral de Melo González[1] (1604).
- Catalina Cabral de Melo.[1]